# Pałeczka (mikrobiologia)

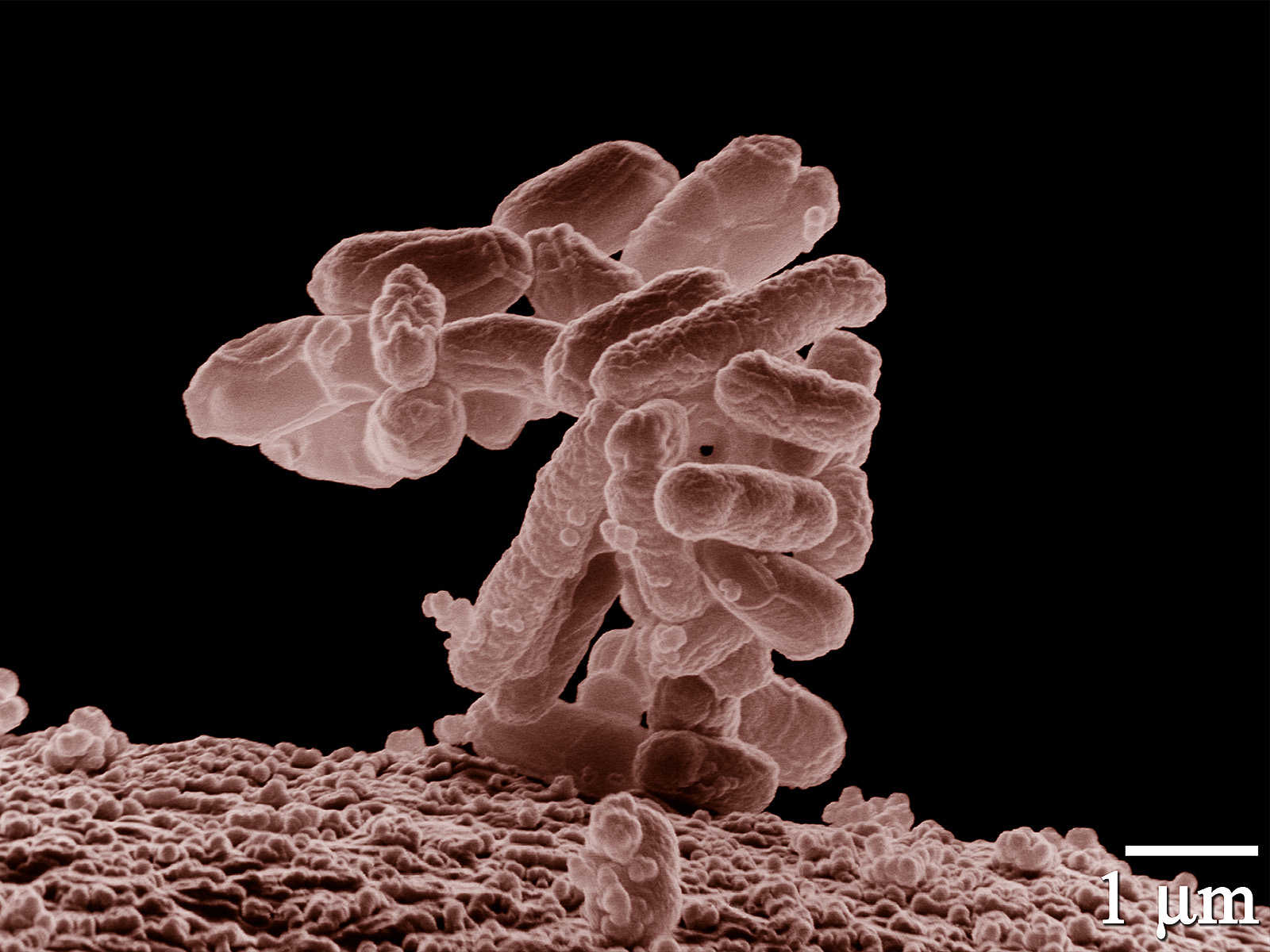
Pałeczka okrężnicy (Escherichia coli)

Pałeczka – bakteria o cylindrycznym, wydłużonym kształcie. Pałeczki mogą występować pojedynczo, w parach (diplobacillus), w formie łańcuszków (streptobacillus) lub ułożone obok siebie w postaci palisady. Krótkie, owalne pałeczki określane są mianem coccobacillus.
Nie ma związku między kształtem bakterii a jej kolorem po barwieniu metodą Grama. Przykładowo Gram-ujemne pałeczki Escherichia coli i Salmonella można odróżnić, stosując agar MacConkeya.

## Przykłady
- bakterie z rodzaju Pseudomonas
- bakterie z rodzaju Bacillus[4]
- pałeczka dżumy
- pałeczka duru brzusznego
- pałeczka okrężnicy

W literaturze przedmiotu Gram-dodatnie pałeczki wytwarzające przetrwalniki nazywane są często laseczkami (np. Bacillus, Clostridium).